# Résultats par département des élections législatives françaises de 1958
 (mars 2025).
La mise en forme du texte ne suit pas les recommandations de Wikipédia : il faut le « wikifier ».
Les points d'amélioration suivants sont les cas les plus fréquents. Le détail des points à revoir est peut-être précisé sur la page de discussion.
- Les titres sont pré-formatés par le logiciel. Ils ne sont ni en capitales, ni en gras.
- Le texte ne doit pas être écrit en capitales (les noms de famille non plus), ni en gras, ni en italique, ni en « petit »…
- Le gras n'est utilisé que pour surligner le titre de l'article dans l'introduction, une seule fois.
- L'italique est rarement utilisé : mots en langue étrangère, titres d'œuvres, noms de bateaux, etc.
- Les citations ne sont pas en italique mais en corps de texte normal. Elles sont entourées par des guillemets français : « et ».
- Les listes à puces sont à éviter, des paragraphes rédigés étant largement préférés. Les tableaux sont à réserver à la présentation de données structurées (résultats, etc.).
- Les appels de note de bas de page (petits chiffres en exposant, introduits par l'outil «  Source ») sont à placer entre la fin de phrase et le point final[comme ça].
- Les liens internes (vers d'autres articles de Wikipédia) sont à choisir avec parcimonie. Créez des liens vers des articles approfondissant le sujet. Les termes génériques sans rapport avec le sujet sont à éviter, ainsi que les répétitions de liens vers un même terme.
- Les liens externes sont à placer uniquement dans une section « Liens externes », à la fin de l'article. Ces liens sont à choisir avec parcimonie suivant les règles définies. Si un lien sert de source à l'article, son insertion dans le texte est à faire par les notes de bas de page.
- La présentation des références doit suivre les conventions bibliographiques. Il est recommandé d'utiliser les modèles {{Ouvrage}}, {{Chapitre}}, {{Article}}, {{Lien web}} et/ou {{Bibliographie}}. Le mode d'édition visuel peut mettre en forme automatiquement les références.
- Insérer une infobox (cadre d'informations à droite) n'est pas obligatoire pour parachever la mise en page.

Pour une aide détaillée, merci de consulter Aide:Wikification.
Si vous pensez que ces points ont été résolus, vous pouvez retirer ce bandeau et améliorer la mise en forme d'un autre article.
L'élection des députés de la Ire législature de la Cinquième République française a eu lieu les 23 et 30 novembre 1958. Voici les résultats par département  des 579 membres.

## Ain

Députés élus de l'Ain par circonscription

| Circonscription | Député élu       | Parti | Parti |
| --------------- | ---------------- | ----- | ----- |
| 1re             | Amédée Mercier   |       | SFIO  |
| 2e              | Marcel Anthonioz |       | CNIP  |
| 3e              | Émile Dubuis     |       | MRP   |

## Aisne

Députés élus de l'Aisne par circonscription

| Circonscription | Député élu        | Parti | Parti |
| --------------- | ----------------- | ----- | ----- |
| 1re             | Gilbert Devèze    |       | CNIP  |
| 2e              | Edmond Bricout    |       | UNR   |
| 3e              | Édouard Alliot    |       | CNIP  |
| 4e              | Albert Catalifaud |       | UNR   |
| 5e              | André Rossi       |       | CR    |

## Allier

Députés élus de l'Allier par circonscription

| Circonscription | Député élu       | Parti | Parti   |
| --------------- | ---------------- | ----- | ------- |
| 1re             | Paul Maridet     |       | Modérés |
| 2e              | Pierre Bourgeois |       | SFIO    |
| 3e              | Roger Ginsburger |       | PCF     |
| 4e              | Pierre Coulon    |       | CNIP    |

## Basses-Alpes

Députés élus des Basses-Alpes par circonscription

| Circonscription | Député élu       | Parti | Parti |
| --------------- | ---------------- | ----- | ----- |
| 1re             | Roger Diet       |       | UNR   |
| 2e              | Gabriel Domenech |       | MRP   |

## Hautes-Alpes

Députés élus des Hautes-Alpes par circonscription

| Circonscription | Député élu     | Parti | Parti |
| --------------- | -------------- | ----- | ----- |
| 1re             | Robert Lecourt |       | MRP   |
| 2e              | Robert Garraud |       | UNR   |

## Alpes-Maritimes

Députés élus des Alpes-Maritimes par circonscription

| Circonscription | Député élu              | Parti | Parti   |
| --------------- | ----------------------- | ----- | ------- |
| 1re             | Pierre Pasquini         |       | UNR     |
| 2e              | Jean Médecin            |       | Radcent |
| 3e              | Léon Teisseire          |       | UNR     |
| 4e              | Francis Palmero         |       | Radcent |
| 5e              | Bernard Cornut-Gentille |       | UNR     |
| 6e              | Pierre Ziller           |       | UNR     |

## Ardèche

Députés élus de l'Ardèche par circonscription

| Circonscription | Député élu           | Parti | Parti |
| --------------- | -------------------- | ----- | ----- |
| 1re             | André Chareyre       |       | CNIP  |
| 2e              | Louis Roche-Defrance |       | CNIP  |
| 3e              | Albert Liogier       |       | UNR   |

## Ardennes

Députés élus des Ardennes par circonscription

| Circonscription | Député élu     | Parti | Parti |
| --------------- | -------------- | ----- | ----- |
| 1re             | Michel Colinet |       | CNIP  |
| 2e              | Maurice Blin   |       | MRP   |
| 3e              | Roger Noiret   |       | UNR   |

## Ariège

Députés élus de l'Ariège par circonscription

| Circonscription | Député élu   | Parti | Parti |
| --------------- | ------------ | ----- | ----- |
| 1re             | Jean Durroux |       | SFIO  |
| 2e              | René Dejean  |       | SFIO  |

## Aube

Députés élus de l'Aube par circonscription

| Circonscription | Député élu      | Parti | Parti |
| --------------- | --------------- | ----- | ----- |
| 1re             | Louis Briot     |       | UNR   |
| 2e              | Henri Terré     |       | CNIP  |
| 3e              | Bernard Laurent |       | MRP   |

## Aude

Députés élus de l'Aude par circonscription

| Circonscription | Député élu            | Parti | Parti |
| --------------- | --------------------- | ----- | ----- |
| 1re             | Louis Raymond-Clergue |       | MRP   |
| 2e              | Francis Vals          |       | SFIO  |
| 3e              | François Clamens      |       | Rad   |

## Aveyron

Députés élus de l'Aveyron par circonscription

| Circonscription | Député élu                | Parti | Parti |
| --------------- | ------------------------- | ----- | ----- |
| 1re             | Roland Boscary-Monsservin |       | CNIP  |
| 2e              | Albert Trébosc            |       | CNIP  |
| 3e              | Charles Dutheil           |       | MRP   |

## Bouches-du-Rhône

Députés élus des Bouches-du-Rhône par circonscription

| Circonscription | Député élu                 | Parti | Parti   |
| --------------- | -------------------------- | ----- | ------- |
| 1re             | Henry Bergasse             |       | CNIP    |
| 2e              | Jean Fraissinet            |       | Modérés |
| 3e              | Charles Colonna d'Anfriani |       | CNIP    |
| 4e              | François Billoux           |       | PCF     |
| 5e              | Francis Ripert             |       | CNIP    |
| 6e              | Francis Leenhardt          |       | SFIO    |
| 7e              | Paul Cermolacce            |       | PCF     |
| 8e              | Pascal Marchetti           |       | UNR     |
| 9e              | René Hostache              |       | UNR     |
| 10e             | Denis Padovani             |       | SFIO    |
| 11e             | Charles Privat             |       | SFIO    |

## Calvados

Députés élus du Calvados par circonscription

| Circonscription | Député élu             | Parti | Parti |
| --------------- | ---------------------- | ----- | ----- |
| 1re             | Henri-François Buot    |       | UNR   |
| 2e              | Robert Bisson          |       | UNR   |
| 3e              | Edmond Duchesne        |       | CNIP  |
| 4e              | Raymond Triboulet      |       | UNR   |
| 5e              | Jacques Le Roy Ladurie |       | CNIP  |

## Cantal

Députés élus du Cantal par circonscription

| Circonscription | Député élu       | Parti | Parti |
| --------------- | ---------------- | ----- | ----- |
| 1re             | Augustin Chauvet |       | CR    |
| 2e              | Jean Sagette     |       | UNR   |

## Charente

Députés élus de la Charente par circonscription

| Circonscription | Député élu      | Parti | Parti |
| --------------- | --------------- | ----- | ----- |
| 1re             | Raymond Réthoré |       | UNR   |
| 2e              | Félix Gaillard  |       | Rad   |
| 3e              | Jean Valentin   |       | CNIP  |

## Charente-Maritime

Députés élus de la Charente-Maritime par circonscription

| Circonscription | Député élu                   | Parti | Parti         |
| --------------- | ---------------------------- | ----- | ------------- |
| 1re             | Alain de Lacoste-Lareymondie |       | CNIP          |
| 2e              | Albert Bignon                |       | UNR           |
| 3e              | André Brugerolle             |       | Divers droite |
| 4e              | André Bégouin                |       | CNIP          |
| 5e              | André Lacaze                 |       | CNIP          |

## Cher

Députés élus du Cher par circonscription

| Circonscription | Député élu        | Parti | Parti |
| --------------- | ----------------- | ----- | ----- |
| 1re             | Raymond Boisdé    |       | CNIP  |
| 2e              | Jean Boinvilliers |       | UNR   |
| 3e              | Ferdinand Roques  |       | UNR   |

## Corrèze

Députés élus de la Corrèze par circonscription

| Circonscription | Député élu    | Parti | Parti |
| --------------- | ------------- | ----- | ----- |
| 1re             | Jean Montalat |       | SFIO  |
| 2e              | Jean Filliol  |       | UNR   |
| 3e              | François Var  |       | SFIO  |

## Corse

Députés élus de la Corse par circonscription

| Circonscription | Député élu         | Parti | Parti         |
| --------------- | ------------------ | ----- | ------------- |
| 1re             | Pascal Arrighi     |       | Divers droite |
| 2e              | Jacques Gavini     |       | CNIP          |
| 3e              | Marcel Sammarcelli |       | UNR           |

## Côte-d'Or

Députés élus du Côte-d'Or par circonscription

| Circonscription | Député élu      | Parti | Parti |
| --------------- | --------------- | ----- | ----- |
| 1re             | Félix Kir       |       | CNIP  |
| 2e              | François Japiot |       | CNIP  |
| 3e              | Albert Lalle    |       | CNIP  |
| 4e              | Marcel Roclore  |       | CNIP  |

## Côtes-du-Nord

Députés élus des Côtes-du-Nord par circonscription

| Circonscription | Député élu               | Parti | Parti |
| --------------- | ------------------------ | ----- | ----- |
| 1re             | Victor Rault             |       | MRP   |
| 2e              | René Pleven              |       | MRP   |
| 3e              | Marie-Madeleine Dienesch |       | MRP   |
| 4e              | Alain Le Guen            |       | MRP   |
| 5e              | Pierre Bourdellès        |       | CR    |

## Creuse

Députés élus de la Creuse par circonscription

| Circonscription | Député élu             | Parti | Parti |
| --------------- | ---------------------- | ----- | ----- |
| 1re             | Olivier de Pierrebourg |       | Rad   |
| 2e              | André Chandernagor     |       | SFIO  |

## Dordogne

Députés élus de la Dordogne par circonscription

| Circonscription | Député élu     | Parti | Parti  |
| --------------- | -------------- | ----- | ------ |
| 1re             | Raoul Rousseau |       | UNR    |
| 2e              | Henri Sicard   |       | UNR    |
| 3e              | Georges Bonnet |       | Radsoc |
| 4e              | Michel Diéras  |       | Radsoc |

## Doubs

Députés élus du Doubs par circonscription

| Circonscription | Député élu      | Parti | Parti |
| --------------- | --------------- | ----- | ----- |
| 1re             | Jacques Weinman |       | UNR   |
| 2e              | Georges Becker  |       | UNR   |
| 3e              | Louis Maillot   |       | UNR   |

## Drôme

Députés élus de la Drôme par circonscription

| Circonscription | Député élu            | Parti | Parti |
| --------------- | --------------------- | ----- | ----- |
| 1re             | Maurice-René Simonnet |       | MRP   |
| 2e              | Maurice Pic           |       | SFIO  |
| 3e              | Henri Durand          |       | CNIP  |

## Eure

Députés élus de l'Eure par circonscription

| Circonscription | Député élu      | Parti | Parti   |
| --------------- | --------------- | ----- | ------- |
| 1re             | Jean de Broglie |       | CNIP    |
| 2e              | Jean Lainé      |       | CNIP    |
| 3e              | Rémy Montagne   |       | Modérés |
| 4e              | René Tomasini   |       | UNR     |

## Eure-et-Loir

Députés élus d'Eure-et-Loir par circonscription

| Circonscription | Député élu        | Parti | Parti  |
| --------------- | ----------------- | ----- | ------ |
| 1re             | Edmond Desouches  |       | Radsoc |
| 2e              | Edmond Thorailler |       | UNR    |
| 3e              | Michel Hoguet     |       | UNR    |

## Finistère

Députés élus du Finistère par circonscription

| Circonscription | Député élu            | Parti | Parti |
| --------------- | --------------------- | ----- | ----- |
| 1re             | Hervé Nader           |       | UNR   |
| 2e              | Georges Lombard       |       | CNIP  |
| 3e              | Gabriel de Poulpiquet |       | UNR   |
| 4e              | Jean Le Duc           |       | CNIP  |
| 5e              | Joseph Pinvidic       |       | CNIP  |
| 6e              | Jean Crouan           |       | CNIP  |
| 7e              | Xavier Trellu         |       | MRP   |
| 8e              | Louis Orvoën          |       | MRP   |

## Gard

Députés élus du Gard par circonscription

| Circonscription | Député élu       | Parti | Parti |
| --------------- | ---------------- | ----- | ----- |
| 1re             | Pierre Gamel     |       | UNR   |
| 2e              | Jean Poudevigne  |       | CNIP  |
| 3e              | Édouard Thibault |       | MRP   |
| 4e              | Paul Béchard     |       | SFIO  |

## Haute-Garonne

Députés élus de la Haute-Garonne par circonscription

| Circonscription | Député élu      | Parti | Parti  |
| --------------- | --------------- | ----- | ------ |
| 1re             | René Cathala    |       | UNR    |
| 2e              | Pierre Baudis   |       | CNIP   |
| 3e              | Jacques Maziol  |       | UNR    |
| 4e              | Eugène Montel   |       | SFIO   |
| 5e              | Jacques Douzans |       | Radsoc |
| 6e              | Hippolyte Ducos |       | Radsoc |

## Gers

Députés élus du Gers par circonscription

| Circonscription | Député élu            | Parti | Parti |
| --------------- | --------------------- | ----- | ----- |
| 1re             | Patrice Brocas        |       | Rad   |
| 2e              | Pierre de Montesquiou |       | CR    |

## Gironde

Députés élus de la Gironde par circonscription

| Circonscription | Député élu            | Parti | Parti |
| --------------- | --------------------- | ----- | ----- |
| 1re             | Arthur Richards       |       | UNR   |
| 2e              | Jacques Chaban-Delmas |       | UNR   |
| 3e              | Jacques Lavigne       |       | UNR   |
| 4e              | René Cassagne         |       | SFIO  |
| 5e              | Émile Liquard         |       | UNR   |
| 6e              | Jean-Claude Dalbos    |       | UNR   |
| 7e              | Lucien de Gracia      |       | UNR   |
| 8e              | Jean Sourbet          |       | CNIP  |
| 9e              | Robert Boulin         |       | UNR   |
| 10e             | Gérard Deliaune       |       | UNR   |

## Hérault

Députés élus de l'Hérault par circonscription

| Circonscription | Député élu           | Parti | Parti |
| --------------- | -------------------- | ----- | ----- |
| 1re             | Pierre Grasset-Morel |       | CNIP  |
| 2e              | Paul Coste-Floret    |       | MRP   |
| 3e              | Cerf Lurie           |       | UNR   |
| 4e              | André Valabrègue     |       | UNR   |
| 5e              | Raoul Bayou          |       | SFIO  |

## Ille-et-Vilaine

Députés élus d'Ille-et-Vilaine par circonscription

| Circonscription | Député élu           | Parti | Parti   |
| --------------- | -------------------- | ----- | ------- |
| 1re             | Henri Fréville       |       | MRP     |
| 2e              | Henri Jouault        |       | CNIP    |
| 3e              | Alexis Méhaignerie   |       | MRP     |
| 4e              | Isidore Renouard     |       | Modérés |
| 5e              | Pierre de Bénouville |       | UNR     |
| 6e              | Georges Coudray      |       | MRP     |

## Indre

Députés élus de l'Indre par circonscription

| Circonscription | Député élu            | Parti | Parti  |
| --------------- | --------------------- | ----- | ------ |
| 1re             | Louis Deschizeaux     |       | SFIO   |
| 2e              | René Caillaud         |       | Radsoc |
| 3e              | Jean Bénard-Mousseaux |       | CNIP   |

## Indre-et-Loire

Députés élus d'Indre-et-Loire par circonscription

| Circonscription | Député élu           | Parti | Parti |
| --------------- | -------------------- | ----- | ----- |
| 1re             | Jean Royer           |       | CRR   |
| 2e              | Louis Jouhanneau     |       | UNR   |
| 3e              | Gilbert Buron        |       | UNR   |
| 4e              | André-Georges Voisin |       | UNR   |

## Isère

Députés élus de l'Isère par circonscription

| Circonscription | Député élu       | Parti | Parti  |
| --------------- | ---------------- | ----- | ------ |
| 1re             | Aimé Paquet      |       | CNIP   |
| 2e              | Jean Vanier      |       | UNR    |
| 3e              | André Gauthier   |       | Radsoc |
| 4e              | Clément Bourne   |       | CNIP   |
| 5e              | Noël Chapuis     |       | MRP    |
| 6e              | Raymond Bouillol |       | CNIP   |
| 7e              | François Perrin  |       | CNIP   |

## Jura

Députés élus du Jura par circonscription

| Circonscription | Député élu    | Parti | Parti |
| --------------- | ------------- | ----- | ----- |
| 1re             | Louis Jaillon |       | MRP   |
| 2e              | Max Montagne  |       | UNR   |

## Landes

Députés élus des Landes par circonscription

| Circonscription | Député élu          | Parti | Parti |
| --------------- | ------------------- | ----- | ----- |
| 1re             | Robert Besson       |       | UNR   |
| 2e              | Max Moras           |       | UNR   |
| 3e              | Jean-Marie Commenay |       | MRP   |

## Loir-et-Cher

Députés élus de Loir-et-Cher par circonscription

| Circonscription | Député élu             | Parti | Parti |
| --------------- | ---------------------- | ----- | ----- |
| 1re             | André Burlot           |       | MRP   |
| 2e              | Pierre Comte-Offenbach |       | UNR   |
| 3e              | Pierre Mahias          |       | MRP   |

## Loire

Députés élus de la Loire par circonscription

| Circonscription | Député élu            | Parti | Parti |
| --------------- | --------------------- | ----- | ----- |
| 1re             | Jean-Louis Chazelle   |       | MRP   |
| 2e              | Lucien Neuwirth       |       | UNR   |
| 3e              | Antoine Pinay         |       | CNIP  |
| 4e              | Eugène Claudius-Petit |       | UDSR  |
| 5e              | Paul Pillet           |       | UDSR  |
| 6e              | Georges Bidault       |       | MRP   |
| 7e              | Michel Jacquet        |       | CNIP  |

## Haute-Loire

Députés élus de la Haute-Loirepar circonscription

| Circonscription | Député élu   | Parti | Parti     |
| --------------- | ------------ | ----- | --------- |
| 1re             | Noël Barrot  |       | MRP       |
| 2e              | Jean Deshors |       | app. CNIP |

## Loire-Atlantique

Députés élus de la Loire-Atlantique par circonscription

| Circonscription | Député élu                 | Parti | Parti |
| --------------- | -------------------------- | ----- | ----- |
| 1re             | Henry Rey                  |       | UNR   |
| 2e              | Henry Orrion               |       | CNIP  |
| 3e              | Henri Robichon             |       | CNIP  |
| 4e              | Olivier de Sesmaisons      |       | CNIP  |
| 5e              | Bernard Lambert            |       | MRP   |
| 6e              | Nestor Rombeaut            |       | MRP   |
| 7e              | Bernard Le Douarec         |       | UNR   |
| 8e              | Jean Allard de Grandmaison |       | CNIP  |

## Loiret

Députés élus du Loiret par circonscription

| Circonscription | Député élu      | Parti | Parti |
| --------------- | --------------- | ----- | ----- |
| 1re             | Henri Duvillard |       | UNR   |
| 2e              | Pierre Gabelle  |       | MRP   |
| 3e              | Pierre Charié   |       | UNR   |
| 4e              | Robert Szigeti  |       | Rad   |

## Lot

Députés élus du Lot par circonscription

| Circonscription | Député élu           | Parti | Parti  |
| --------------- | -------------------- | ----- | ------ |
| 1re             | Maurice Faure        |       | Radsoc |
| 2e              | Georges Juskiewenski |       | Radsoc |

## Lot-et-Garonne

Députés élus de Lot-et-Garonne par circonscription

| Circonscription | Député élu              | Parti | Parti |
| --------------- | ----------------------- | ----- | ----- |
| 1re             | Gabriel Lapeyrusse      |       | UNR   |
| 2e              | Joseph Turroques        |       | CNIP  |
| 3e              | Jacques Raphaël-Leygues |       | UNR   |

## Lozère

Députés élus de la Lozère par circonscription

| Circonscription | Député élu                | Parti | Parti |
| --------------- | ------------------------- | ----- | ----- |
| 1re             | Félix Viallet             |       | UNR   |
| 2e              | Henri Trémolet de Villers |       | CNIP  |

## Maine-et-Loire

Députés élus de Maine-et-Loire par circonscription

| Circonscription | Député élu                    | Parti | Parti |
| --------------- | ----------------------------- | ----- | ----- |
| 1re             | Victor Chatenay               |       | UNR   |
| 2e              | Jean Turc                     |       | CNIP  |
| 3e              | Philippe Rivain               |       | UNR   |
| 4e              | Robert Hauret                 |       | UNR   |
| 5e              | René Le Bault de La Morinière |       | UNR   |
| 6e              | René la Combe                 |       | UNR   |

## Manche

Députés élus de la Manche par circonscription

| Circonscription | Député élu          | Parti | Parti |
| --------------- | ------------------- | ----- | ----- |
| 1re             | Gabriel de Carville |       | CNIP  |
| 2e              | Pierre Hénault      |       | CNIP  |
| 3e              | Édouard Lebas       |       | CR    |
| 4e              | Pierre Godefroy     |       | UNR   |
| 5e              | René Schmitt        |       | SFIO  |

## Marne

Députés élus de la Marne par circonscription

| Circonscription | Député élu       | Parti | Parti |
| --------------- | ---------------- | ----- | ----- |
| 1re             | Jean Taittinger  |       | UNR   |
| 2e              | Marcel Falala    |       | UNR   |
| 3e              | Jean Degraeve    |       | UNR   |
| 4e              | René Charpentier |       | MRP   |

## Haute-Marne

Députés élus de la Haute-Marne par circonscription

| Circonscription | Député élu       | Parti | Parti |
| --------------- | ---------------- | ----- | ----- |
| 1re             | Gabriel Bourgund |       | UNR   |
| 2e              | Raymond Hanin    |       | CNIP  |

## Mayenne

Députés élus de la Mayenne par circonscription

| Circonscription | Député élu     | Parti | Parti |
| --------------- | -------------- | ----- | ----- |
| 1re             | Robert Buron   |       | MRP   |
| 2e              | Louis Fourmond |       | MRP   |
| 3e              | Bertrand Denis |       | CNIP  |

## Meurthe-et-Moselle

Députés élus de Meurthe-et-Moselle par circonscription

| Circonscription | Député élu        | Parti | Parti   |
| --------------- | ----------------- | ----- | ------- |
| 1re             | Roger Souchal     |       | UNR     |
| 2e              | William Jacson    |       | UNR     |
| 3e              | Pierre Weber      |       | CNIP    |
| 4e              | Pierre Dalainzy   |       | Modérés |
| 5e              | François Valentin |       | UNR     |
| 6e              | Roger Devemy      |       | MRP     |
| 7e              | Joseph Nou        |       | UNR     |

## Meuse

Députés élus de la Meuse par circonscription

| Circonscription | Député élu       | Parti | Parti |
| --------------- | ---------------- | ----- | ----- |
| 1re             | Louis Jacquinot  |       | CNIP  |
| 2e              | André Beauguitte |       | CR    |

## Morbihan

Députés élus du Morbihan par circonscription

| Circonscription | Député élu         | Parti | Parti |
| --------------- | ------------------ | ----- | ----- |
| 1re             | Raymond Marcellin  |       | CNIP  |
| 2e              | Christian Bonnet   |       | MRP   |
| 3e              | Hervé Laudrin      |       | MRP   |
| 4e              | Yves du Halgouët   |       | CNIP  |
| 5e              | Louis Le Montagner |       | CNIP  |
| 6e              | Paul Ihuel         |       | MRP   |

## Moselle

Députés élus de la Moselle par circonscription

| Circonscription | Député élu      | Parti | Parti |
| --------------- | --------------- | ----- | ----- |
| 1re             | Raymond Mondon  |       | CNIP  |
| 2e              | Paul Mirguet    |       | UNR   |
| 3e              | Jean Delrez     |       | CR    |
| 4e              | Robert Schuman  |       | MRP   |
| 5e              | Félix Mayer     |       | MRP   |
| 6e              | Jean Coumaros   |       | UNR   |
| 7e              | Jean Seitlinger |       | MRP   |
| 8e              | Georges Thomas  |       | UNR   |

## Nièvre

Députés élus de la Nièvre par circonscription

| Circonscription | Député élu      | Parti | Parti |
| --------------- | --------------- | ----- | ----- |
| 1re             | Marius Durbet   |       | UNR   |
| 2e              | Paul Boulet     |       | UNR   |
| 3e              | Jehan Faulquier |       | CNIP  |

## Nord

Députés élus du Nord par circonscription

| Circonscription | Député élu             | Parti | Parti |
| --------------- | ---------------------- | ----- | ----- |
| 1re             | Bertrand Motte         |       | CNIP  |
| 2e              | Henri Duterne          |       | UNR   |
| 3e              | Léon Delbecque         |       | UNR   |
| 4e              | Madeleine Martinache   |       | UNR   |
| 5e              | Georges Brice          |       | UNR   |
| 6e              | Eugène Van der Meersch |       | UNR   |
| 7e              | Joseph Frys            |       | UNR   |
| 8e              | André Diligent         |       | MRP   |
| 9e              | René Lecocq            |       | UNR   |
| 10e             | Maurice Schumann       |       | MRP   |
| 11e             | Albert Denvers         |       | SFIO  |
| 12e             | Paul Reynaud           |       | CNIP  |
| 13e             | Auguste Damette        |       | UNR   |
| 14e             | Carlos Dolez           |       | MRP   |
| 15e             | Georges Sarazin        |       | UNR   |
| 16e             | Raymond Gernez         |       | SFIO  |
| 17e             | Narcisse Pavot         |       | SFIO  |
| 18e             | Ernest Denis           |       | UNR   |
| 19e             | Pierre Carous          |       | UNR   |
| 20e             | Fernand Duchâteau      |       | SFIO  |
| 21e             | Arthur Moulin          |       | UNR   |
| 22e             | Pierre Forest          |       | SFIO  |
| 23e             | Paul Bécue             |       | UNR   |

## Oise

Députés élus de l'Oise par circonscription

| Circonscription | Député élu      | Parti | Parti  |
| --------------- | --------------- | ----- | ------ |
| 1re             | Marcel Dassault |       | UNR    |
| 2e              | Jean Legendre   |       | CNIP   |
| 3e              | Robert Hersant  |       | Radsoc |
| 4e              | René Quentier   |       | UNR    |
| 5e              | François Bénard |       | UNR    |

## Orne

Députés élus de l'Orne par circonscription

| Circonscription | Député élu       | Parti | Parti |
| --------------- | ---------------- | ----- | ----- |
| 1re             | Louis Terrenoire |       | UNR   |
| 2e              | Roland Boudet    |       | UNR   |
| 3e              | Émile Halbout    |       | MRP   |

## Pas-de-Calais

Députés élus du Pas-de-Calais par circonscription

| Circonscription | Député élu          | Parti | Parti   |
| --------------- | ------------------- | ----- | ------- |
| 1re             | Guy Mollet          |       | SFIO    |
| 2e              | Henri Duflot        |       | UNR     |
| 3e              | Charles Chopin      |       | CNIP    |
| 4e              | Charles Delesalle   |       | Modérés |
| 5e              | Jeannil Dumortier   |       | SFIO    |
| 6e              | Henri Collette      |       | UNR     |
| 7e              | Jacques Vendroux    |       | UNR     |
| 8e              | Pierre Guillain     |       | CNIP    |
| 9e              | Maurice Cassez      |       | MRP     |
| 10e             | Télesphore Caudron  |       | SFIO    |
| 11e             | Just Évrard         |       | SFIO    |
| 12e             | Henri Darras        |       | SFIO    |
| 13e             | Ernest Schaffner    |       | SFIO    |
| 14e             | Fernand Darchicourt |       | SFIO    |

## Puy-de-Dôme

Députés élus du Puy-de-Dôme par circonscription

| Circonscription | Député élu               | Parti | Parti |
| --------------- | ------------------------ | ----- | ----- |
| 1re             | Marcel Clermontel        |       | UNR   |
| 2e              | Valéry Giscard d'Estaing |       | CNIP  |
| 3e              | Paul Godonnèche          |       | CNIP  |
| 4e              | Raymond Joyon            |       | CNIP  |
| 5e              | Joseph Dixmier           |       | CNIP  |

## Basses-Pyrénées

Députés élus des Basses-Pyrénées par circonscription

| Circonscription | Député élu          | Parti | Parti  |
| --------------- | ------------------- | ----- | ------ |
| 1re             | Pierre Sallenave    |       | CNIP   |
| 2e              | Guy Ébrard          |       | Radsoc |
| 3e              | Alexandre Camino    |       | UNR    |
| 4e              | Jean-Robert Thomazo |       | UNR    |

## Hautes-Pyrénées

Députés élus des Hautes-Pyrénées par circonscription

| Circonscription | Député élu       | Parti | Parti |
| --------------- | ---------------- | ----- | ----- |
| 1re             | René Billères    |       | Rad   |
| 2e              | Jacques Fourcade |       | CNIP  |

## Pyrénées-Orientales

Députés élus des Pyrénées-Orientales par circonscription

| Circonscription | Député élu   | Parti | Parti |
| --------------- | ------------ | ----- | ----- |
| 1re             | Paul Alduy   |       | SFIO  |
| 2e              | Arthur Conte |       | SFIO  |

## Bas-Rhin

Députés élus du Bas-Rhin par circonscription

| Circonscription | Député élu            | Parti | Parti |
| --------------- | --------------------- | ----- | ----- |
| 1re             | René Radius           |       | UNR   |
| 2e              | André Bord            |       | UNR   |
| 3e              | Étienne Lux           |       | MRP   |
| 4e              | Albert Ehm            |       | UNR   |
| 5e              | Henri Meck            |       | MRP   |
| 6e              | Georges Kuntz         |       | CNIP  |
| 7e              | François Grussenmeyer |       | UNR   |
| 8e              | Pierre Pflimlin       |       | MRP   |

## Haut-Rhin

Députés élus du Haut-Rhin par circonscription

| Circonscription | Député élu        | Parti | Parti |
| --------------- | ----------------- | ----- | ----- |
| 1re             | Edmond Borocco    |       | UNR   |
| 2e              | Georges Bourgeois |       | UNR   |
| 3e              | Joseph Perrin     |       | UNR   |
| 4e              | Émile Muller      |       | SFIO  |
| 5e              | Henri Ulrich      |       | MRP   |

## Rhône

Députés élus du Rhône par circonscription

| Circonscription | Député élu        | Parti | Parti   |
| --------------- | ----------------- | ----- | ------- |
| 1re             | Jean Miriot       |       | UNR     |
| 2e              | Henri Collomb     |       | CNIP    |
| 3e              | Jacques Soustelle |       | UNR     |
| 4e              | Guy Jarrosson     |       | CNIP    |
| 5e              | Roger Fulchiron   |       | CNIP    |
| 6e              | Édouard Charret   |       | UNR     |
| 7e              | Philippe Danilo   |       | UNR     |
| 8e              | Joseph Charvet    |       | CNIP    |
| 9e              | Joseph Rivière    |       | Modérés |
| 10e             | Louis Bréchard    |       | CNIP    |

## Haute-Saône

Députés élus de la Haute-Saône par circonscription

| Circonscription | Député élu     | Parti | Parti |
| --------------- | -------------- | ----- | ----- |
| 1re             | Pierre Vitter  |       | CNIP  |
| 2e              | Alfred Clerget |       | UNR   |

## Saône-et-Loire

Députés élus de Saône-et-Loire par circonscription

| Circonscription | Député élu            | Parti | Parti |
| --------------- | --------------------- | ----- | ----- |
| 1re             | Pierre Mariotte       |       | CNIP  |
| 2e              | Pierre Dufour         |       | CNIP  |
| 3e              | Jean-François Garnier |       | UNR   |
| 4e              | André Jarrot          |       | UNR   |
| 5e              | André Moynet          |       | CNIP  |

## Sarthe

Députés élus de la Sarthe par circonscription

| Circonscription | Député élu          | Parti | Parti    |
| --------------- | ------------------- | ----- | -------- |
| 1re             | Jean-Yves Chapalain |       | UNR      |
| 2e              | Fernand Poignant    |       | Soc.ind. |
| 3e              | Raymond Dronne      |       | UNR      |
| 4e              | Joël Le Theule      |       | UNR      |
| 5e              | Michel d'Aillières  |       | CNIP     |

## Savoie

Députés élus de la Savoie par circonscription

| Circonscription | Député élu      | Parti | Parti |
| --------------- | --------------- | ----- | ----- |
| 1re             | Jean Delachenal |       | CNIP  |
| 2e              | Joseph Fontanet |       | MRP   |
| 3e              | Pierre Dumas    |       | UNR   |

## Haute-Savoie

Députés élus de la Haute-Savoie par circonscription

| Circonscription | Député élu      | Parti | Parti |
| --------------- | --------------- | ----- | ----- |
| 1re             | Charles Bosson  |       | MRP   |
| 2e              | Georges Pianta  |       | CNIP  |
| 3e              | Joseph Philippe |       | MRP   |

## Seine

Députés élus dans la Seine par circonscription

| Circonscription | Député élu                | Parti | Parti |
| --------------- | ------------------------- | ----- | ----- |
| 1re             | Jean Legaret              |       | CNIP  |
| 2e              | Michel Junot              |       | CNIP  |
| 3e              | Jean-Marie Le Pen         |       | CNIP  |
| 4e              | Jean Albert-Sorel         |       | CNIP  |
| 5e              | Édouard Frédéric-Dupont   |       | CNIP  |
| 6e              | Jacques Féron             |       | CNIP  |
| 7e              | René Moatti               |       | UNR   |
| 8e              | Jean-Charles Lepidi       |       | UNR   |
| 9e              | André Fanton              |       | UNR   |
| 10e             | Jacques Malleville        |       | UNR   |
| 11e             | Raphaël Touret            |       | UNR   |
| 12e             | Pierre-Louis Bourgoin     |       | UNR   |
| 13e             | René Sanson               |       | UNR   |
| 14e             | Jean-Baptiste Biaggi      |       | UNR   |
| 15e             | Julien Tardieu            |       | CNIP  |
| 16e             | Christian de La Malène    |       | UNR   |
| 17e             | Jean Baylot               |       | CNIP  |
| 18e             | Jean-Robert Debray        |       | CNIP  |
| 19e             | Claude Roux               |       | UNR   |
| 20e             | Michel Habib-Deloncle     |       | UNR   |
| 21e             | Henri Karcher             |       | UNR   |
| 22e             | Pierre Ferri              |       | CNIP  |
| 23e             | Guy Vaschetti             |       | UNR   |
| 24e             | François Missoffe         |       | UNR   |
| 25e             | Jean Pécastaing           |       | CNIP  |
| 26e             | Joël Le Tac               |       | UNR   |
| 27e             | Jean Bernasconi           |       | UNR   |
| 28e             | Pierre Ruais              |       | UNR   |
| 29e             | Georges Bourriquet        |       | UNR   |
| 30e             | Roger Pinoteau            |       | CNIP  |
| 31e             | Albert Marcenet           |       | UNR   |
| 32e             | André Roulland            |       | UNR   |
| 33e             | Jean Toutain              |       | UNR   |
| 34e             | Achille Peretti           |       | UNR   |
| 35e             | Edmond Pezé               |       | UNR   |
| 36e             | Marcelle Devaud           |       | UNR   |
| 37e             | Michel Maurice-Bokanowski |       | UNR   |
| 38e             | Roland Carter             |       | UNR   |
| 39e             | Jean-Charles Privet       |       | SFIO  |
| 40e             | Fernand Grenier           |       | PCF   |
| 41e             | Waldeck Rochet            |       | PCF   |
| 42e             | Maurice Nilès             |       | PCF   |
| 43e             | Robert Calméjane          |       | UNR   |
| 44e             | Jean Lolive               |       | PCF   |
| 45e             | Jean-Pierre Profichet     |       | UNR   |
| 46e             | Antoine Quinson           |       | CR    |
| 47e             | Roland Nungesser          |       | UNR   |
| 48e             | Philippe Vayron           |       | CNIP  |
| 49e             | Michel Peytel             |       | UNR   |
| 50e             | Maurice Thorez            |       | PCF   |
| 51e             | Daniel Dreyfous-Ducas     |       | UNR   |
| 52e             | Antoine Lacroix           |       | SFIO  |
| 53e             | Paul Mainguy              |       | UNR   |
| 54e             | Raymond Poutier           |       | UNR   |
| 55e             | René Plazanet             |       | UNR   |

## Seine-Maritime

Députés élus de Seine-Maritime par circonscription

| Circonscription | Député élu         | Parti | Parti |
| --------------- | ------------------ | ----- | ----- |
| 1re             | Roger Dusseaulx    |       | UNR   |
| 2e              | Tony Larue         |       | SFIO  |
| 3e              | Jean-Marie Morisse |       | UNR   |
| 4e              | André Marie        |       | CR    |
| 5e              | André Bettencourt  |       | CNIP  |
| 6e              | Pierre Courant     |       | CNIP  |
| 7e              | René Cance         |       | PCF   |
| 8e              | Robert Grèverie    |       | CNIP  |
| 9e              | Louis Delaporte    |       | CNIP  |
| 10e             | Claude Heuillard   |       | CR    |

## Seine-et-Marne

Députés élus de Seine-et-Marne par circonscription

| Circonscription | Député élu       | Parti | Parti |
| --------------- | ---------------- | ----- | ----- |
| 1re             | Marc Jacquet     |       | UNR   |
| 2e              | Guy Chavanne     |       | UNR   |
| 3e              | René Mocquiaux   |       | CR    |
| 4e              | Alain Peyrefitte |       | UNR   |
| 5e              | Pierre Battesti  |       | UNR   |

## Seine-et-Oise

Députés élus des Yvelines par circonscription

| Circonscription | Député élu                 | Parti | Parti  |
| --------------- | -------------------------- | ----- | ------ |
| 1re             | Claude Labbé               |       | UNR    |
| 2e              | Michel Jamot               |       | UNR    |
| 3e              | Jean-Paul Palewski         |       | UNR    |
| 4e              | René Leduc                 |       | UNR    |
| 5e              | André Mignot               |       | CNIP   |
| 6e              | Robert Wagner              |       | UNR    |
| 7e              | Jean Drouot-L'Hermine      |       | UNR    |
| 8e              | Yves de Kervéguen          |       | UNR    |
| 9e              | Robert Ballanger           |       | PCF    |
| 10e             | Paul Mazurier              |       | SFIO   |
| 11e             | Pierre Picard              |       | UNR    |
| 12e             | René Ribière               |       | UNR    |
| 13e             | Armand Cachat              |       | UNR    |
| 14e             | Michel Boscher             |       | UNR    |
| 15e             | Henri Longuet              |       | CNIP   |
| 16e             | Olivier d'Ormesson         |       | CNIP   |
| 17e             | Jacqueline Thome-Patenôtre |       | Radsoc |
| 18e             | Jean-Paul David            |       | RGR    |

## Deux-Sèvres

Députés élus des Deux-Sèvres par circonscription

| Circonscription | Député élu                              | Parti | Parti |
| --------------- | --------------------------------------- | ----- | ----- |
| 1re             | Marie-Magdeleine Aymé de La Chevrelière |       | MRP   |
| 2e              | Jacques Fouchier                        |       | CNIP  |
| 3e              | Jean Salliard du Rivault                |       | CNIP  |

## Somme

Députés élus de la Somme par circonscription

| Circonscription | Député élu       | Parti | Parti |
| --------------- | ---------------- | ----- | ----- |
| 1re             | Fred Moore       |       | UNR   |
| 2e              | Jean Doublet     |       | CNIP  |
| 3e              | Marcelle Delabie |       | Rad   |
| 4e              | Max Lejeune      |       | SFIO  |
| 5e              | Émile Luciani    |       | UNR   |

## Tarn

Députés élus du Tarn par circonscription

| Circonscription | Député élu       | Parti | Parti |
| --------------- | ---------------- | ----- | ----- |
| 1re             | Édouard Rieunaud |       | MRP   |
| 2e              | André Vidal      |       | UNR   |
| 3e              | Henri Yrissou    |       | CNIP  |

## Tarn-et-Garonne

Députés élus de Tarn-et-Garonne par circonscription

| Circonscription | Député élu             | Parti | Parti |
| --------------- | ---------------------- | ----- | ----- |
| 1re             | Pierre de Sainte-Marie |       | UNR   |
| 2e              | Camille Bégué          |       | UNR   |

## Var

Députés élus du Var par circonscription

| Circonscription | Député élu          | Parti | Parti |
| --------------- | ------------------- | ----- | ----- |
| 1re             | Gabriel Escudier    |       | UNR   |
| 2e              | René-Georges Laurin |       | UNR   |
| 3e              | Henri Fabre         |       | UNR   |
| 4e              | Jean Vitel          |       | UNR   |

## Vaucluse

Députés élus de Vaucluse par circonscription

| Circonscription | Député élu      | Parti | Parti |
| --------------- | --------------- | ----- | ----- |
| 1re             | Henri Mazo      |       | UNR   |
| 2e              | Georges Santoni |       | UNR   |
| 3e              | Jacques Bérard  |       | UNR   |

## Vendée

Députés élus du Vendée par circonscription

| Circonscription | Député élu      | Parti | Parti |
| --------------- | --------------- | ----- | ----- |
| 1re             | Michel Crucis   |       | CNIP  |
| 2e              | Henri Caillemer |       | CNIP  |
| 3e              | Louis Michaud   |       | MRP   |
| 4e              | Antoine Guitton |       | CNIP  |

## Vienne

Députés élus de la Vienne par circonscription

| Circonscription | Député élu     | Parti | Parti |
| --------------- | -------------- | ----- | ----- |
| 1re             | Paul Guillon   |       | CRR   |
| 2e              | Ernest Bouchet |       | UNR   |
| 3e              | Claude Peyret  |       | UNR   |

## Haute-Vienne

Députés élus de la Haute-Vienne par circonscription

| Circonscription | Député élu       | Parti | Parti |
| --------------- | ---------------- | ----- | ----- |
| 1re             | René Regaudie    |       | SFIO  |
| 2e              | Jacques Boutard  |       | SFIO  |
| 3e              | Louis Longequeue |       | SFIO  |

## Vosges

Députés élus des Vosges par circonscription

| Circonscription | Député élu         | Parti | Parti |
| --------------- | ------------------ | ----- | ----- |
| 1re             | Charles Guthmüller |       | UNR   |
| 2e              | Maurice Lemaire    |       | UNR   |
| 3e              | Jean-Marie Grenier |       | UNR   |
| 4e              | Albert Voilquin    |       | MRP   |

## Yonne

Députés élus de l'Yonne par circonscription

| Circonscription | Député élu    | Parti | Parti |
| --------------- | ------------- | ----- | ----- |
| 1re             | René Walter   |       | UNR   |
| 2e              | Jean Chamant  |       | CNIP  |
| 3e              | Gaston Perrot |       | UNR   |

## Territoire de Belfort

Députés élus du Territoire de Belfort par circonscription

| Circonscription | Député élu          | Parti | Parti |
| --------------- | ------------------- | ----- | ----- |
| 1re             | Raymond Schmittlein |       | UNR   |
| 2e              | Henri Dorey         |       | MRP   |

## Algérie française
| Circonscription | Député élu                                                                     |
| --------------- | ------------------------------------------------------------------------------ |
| 1re             | 1.Pierre Lagaillarde 2.Mourad Kaouah 3.René Vinciguerra 4.Ahmed Djebbour       |
| 2e              | 1.Nafissa Sid Cara 2.Robert Abdesselam 3.Marc Lauriol 4.Philippe Marçais       |
| 3e              | 1.Ali Guettaf 2.Mohamed Laradji 3.Louis Marquaire                              |
| 4e              | 1.Khaddour Messaoudi 2.Pierre Vignau 3.Makhlouf Gahlam 4.Benalia Benelkadi     |
| 5e              | 1.Saïd Boualam 2.Étienne Arnulf 3.Mohamed Agha-mir 4.Mohamed Baouya            |
| 6e              | 1.Henri Colonna 2.Ouali Azem 3.Ali Saadi 4.Ahcène Ioualalen 5.Sadok Khorsi     |
| 7e              | 1.Henri Fouques-Duparc 2.René Mekki 3.François Lopez                           |
| 8e              | 1.Chérif Sid Cara 2.Pierre Laffont 3.Mohamed-Kébir Békri 4.Djelloul Berrouaïne |
| 9e              | 1.Slimane Belabed 2.Yvon Grasset 3.Abbès Moulessehoul                          |
| 10e             | 1.Pierre Puech-Samson 2.Mustapha Deramchi                                      |
| 11e             | 1.Armand Legroux 2.Kheira Bouabsa 3.Cheikh Benssedick 4.Mohamed-Tahar Zeghouf  |
| 12e             | 1.Xavier Salado 2.Djillali Kaddari 3.Berrezoug Saïdi                           |
| 13e             | 1.Abdelmadjid Benhacine 2.Hachemi Boudjedir 3.Belaïd Bouhadjera 4.Edme Canat   |
| 14e             | 1.Mohamed Bedredine 2.Léopold Morel 3.Mohamed Boulsane 4.Mohamed Barboucha     |
| 15e             | 1.Ali Mallem 2.Dominique Renucci 3.Brahim Sahnouni 4.Noureddine Hassani        |
| 16e             | 1.Pierre Portolano 2.Abdallah Tebib 3.Abdelbaki Chibi 4.Mohammed Djouini       |
| 17e             | 1.William Widenlocher 2.Rebiha Khebtani 3.Khelil Benhalla 4.Ali Bendjelida     |
| 18e             | 1.Maurice Molinet 2.Ahmed Boutalbi 3.Mohamed Ihaddaden 4.Hafid Maloum          |

## Guadeloupe

Députés élus de la Guadeloupe par circonscription

| Circonscription | Député élu         | Parti | Parti |
| --------------- | ------------------ | ----- | ----- |
| 1re             | Médard Albrand     |       | RS    |
| 2e              | Pierre Monnerville |       | SFIO  |
| 3e              | Gaston Feuillard   |       | CNIP  |

## Guyane

Députés élus de la Guyane

| Circonscription        | Député élu     | Parti | Parti |
| ---------------------- | -------------- | ----- | ----- |
| Circonscription unique | Justin Catayée |       | PSG   |

## Martinique

Députés élus de la Martinique par circonscription

| Circonscription | Député élu             | Parti | Parti |
| --------------- | ---------------------- | ----- | ----- |
| 1re             | Emmanuel Véry-Hermence |       | SFIO  |
| 2e              | Aimé Césaire           |       | PPM   |
| 3e              | Victor Sablé           |       | Rad   |

## La Réunion

Députés élus de La Réunion par circonscription

| Circonscription | Député élu                        | Parti | Parti   |
| --------------- | --------------------------------- | ----- | ------- |
| 1re             | Frédéric Champierre de Villeneuve |       | Modérés |
| 2e              | Valère Clément                    |       | UNR     |
| 3e              | Marcel Cerneau                    |       | Divers  |

## Côte française des Somalis

Député élu de la côte française des Somalis

| Circonscription        | Député élu ou réélu   | Parti | Parti |
| ---------------------- | --------------------- | ----- | ----- |
| Circonscription unique | Hassan Gouled Aptidon |       | UNR   |

## Comores

Députés élus des Comores

| Circonscription        | Député élu                             | Parti | Parti |
| ---------------------- | -------------------------------------- | ----- | ----- |
| Circonscription unique | Saïd Mohamed Ben Chech Abdallah Cheikh |       | UDSR  |
| Circonscription unique | Said Ibrahim bin Said Ali              |       | UNR   |

## Nouvelle-Calédonie et dépendances

Député élu de Nouvelle-Calédonie et dépendances

| Circonscription        | Député élu        | Parti | Parti |
| ---------------------- | ----------------- | ----- | ----- |
| Circonscription unique | Maurice Lenormand |       | UC    |

## Polynésie française

Député élu de Polynésie française

| Circonscription        | Député sortant | Parti | Parti | Député élu ou réélu  | Parti | Parti |
| ---------------------- | -------------- | ----- | ----- | -------------------- | ----- | ----- |
| Circonscription unique | Pouvanaa Oopa  |       | RDPT  | Marcel Pouvanaa Oopa |       | RDPT  |

## Saint-Pierre-et-Miquelon

Député élu de Saint-Pierre-et-Miquelon

| Circonscription        | Député élu ou réélu        | Parti | Parti  |
| ---------------------- | -------------------------- | ----- | ------ |
| Circonscription unique | Dominique-Antoine Laurelli |       | Divers |